# Tamaha
Tamaha é uma cidade  localizada no estado norte-americano de Oklahoma, no Condado de Haskell.

## Demografia
Segundo o censo norte-americano de 2000, a sua população era de 198 habitantes.
Em 2006, foi estimada uma população de 205, um aumento de 7 (3.5%).

## Geografia
De acordo com o United States Census Bureau tem uma área de
16,6 km², dos quais 16,6 km² cobertos por terra e 0,0 km² cobertos por água.

## Localidades na vizinhança
O diagrama seguinte representa as localidades num raio de 16 km ao redor de Tamaha.